# USS Taylor (DD-468)
Lanciere (D 560) à partir de 1969
Pour les autres navires du même nom, voir USS Taylor.
Le USS Taylor (DD/DDE-468) est un destroyer de classe Fletcher au service de la marine américaine. Nommé ainsi en l'honneur du contre-amiral William Rogers Taylor (1811-1889).
Le Taylor a été le premier destroyer à jeter l'ancre dans les eaux côtières japonaises à la fin de la Seconde Guerre mondiale - un destroyer qui, selon l'amiral William F. Halsey, « a admirablement rempli toutes les missions qui lui ont été confiées ».

## Construction
Le Taylor a été mis en cale le 30 28 août 1941 à Bath dans le Maine par le chantier naval Bath Iron Works, lancé le 7 juin 1942, parrainé par H. A. Baldridge et mis en service le 28 août 1942 au Charlestown Navy Yard près de Boston dans le Massachusetts.

## Histoire

### Seconde Guerre mondiale
Le Taylor a commencé sa carrière navale avec la flotte de l'Atlantique (Atlantic Fleet). Affecté au 20e escadron de destroyers (DESRON TWO ZERO), le destroyer s'est entraîné dans la baie de Casco, dans le Maine, et a effectué sa croisière d'essai dans l'Atlantique Nord avant de commencer à servir d'escorte de convoi côtier. Cette dernière fonction a duré jusqu'à la mi-novembre, lorsqu'il a escorté un convoi transatlantique jusqu'à un point situé juste à côté de Casablanca. Le transit s'est déroulé sans incident, sauf l'interception d'un navire marchand espagnol, le SS Darro. Une équipe d'arraisonnement du Taylor a envoyé le navire neutre à Gibraltar pour l'empêcher de transmettre des informations sur le convoi à l'ennemi. Le Taylor est retourné aux États-Unis à la base navale de Norfolk (Naval Station Norfolk) au début de décembre et y est resté jusqu'au milieu du mois.

#### Île Rennell, janvier 1943
Le 17 décembre, le navire de guerre a quitté Hampton Roads en compagnie de la Task Force 13 (TF 13) pour se rendre auprès de la flotte du Pacifique (Pacific Fleet). Après avoir traversé le canal de Panama et fait escale à Tutuila, dans les îles Samoa, le destroyer s'est présenté à Nouméa, en Nouvelle-Calédonie, le 20 janvier 1943, pour être affecté à la zone du Pacifique Sud-Ouest. De Nouméa, le Taylor a continué vers l'ouest jusqu'à Efate dans le groupe des Nouvelles-Hébrides, entrant dans le port de Havannah le 26. Là, il est devenu une unité de la 41 e division de destroyers (DesDiv 41) du 21e escadron de destroyers, l'une des deux divisions de quatre destroyers sélectionnant la Task Force 18 du contre-amiral Robert C. Giffen, comprenant trois croiseurs lourds, trois croiseurs légers et deux porte-avions d'escorte.
Le 27 janvier, le Taylor quitte le port de Havannah avec les autres navires de la TF 18, l'une des nombreuses forces opérationnelles envoyées pour protéger un important échelon de renfort vers Guadalcanal. L'amiral William F. Halsey, sur la base de renseignements indiquant une tentative majeure des Japonais de renforcer leur garnison assiégée sur l'île, a envoyé l'importante force de protection dans l'espoir d'un engagement naval majeur. Cette bataille navale ne s'est jamais matérialisée, car les activités ennemies sur lesquelles il avait fondé ses actions étaient en fait des mouvements préparatoires à un retrait japonais. Au lieu de cela, lors de la bataille de l'île de Rennell, l'ennemi a soumis la TF 18 à une attaque aérienne féroce. Dans la soirée du 29 janvier, des bombardiers ennemis Mitsubishi G4M "Betty" ont attaqué la TF 18 à la torpille. Les navires ont repoussé la première attaque grâce à des tirs antiaériens, ont subi des dommages négligeables et ont poursuivi leur route pour rejoindre les autres éléments de la force de couverture. Après un effort concerté, les pilotes japonais ont finalement réussi à toucher le croiseur USS Chicago (CA-29) avec une torpille. Lorsque le USS Louisville (CA-28) a pris en remorque le croiseur en détresse, le Taylor a aidé à protéger les navires qui se retiraient, hors de portée des avions ennemis. Le jour suivant, de nouveaux avions ennemis sont apparus et ont attaqué. Après que le Chicago ait subi quatre autres tirs de torpilles, son équipage et les navires de guerre qui le couvraient ont abandonné le croiseur lourd à son destin aquatique et sont retournés à Efate.

#### Février - avril 1943
Le 4 février, le Taylor et les autres navires du DesRon 21 sont transférés à la Task Force 67 (TF 67), la force de croiseurs-destroyers du contre-amiral Walden L. Ainsworth. Peu après, la TF 67 devient la TF 18, et l'ancienne TF 18 devient la Task Force 19 (TF 19). Quoi qu'il en soit, en février et en mars, le Taylor a protégé les croiseurs d'Ainsworth - USS St. Louis (CL-49), USS Honolulu (CL-48), et USS Helena (CL-50) - pendant les opérations entre Espiritu Santo et Guadalcanal. Dans la nuit du 15 au 16 mars, il se joint aux USS Nicholas (DD-449),USS Radford (DD-446), et USS Strong (DD-467) pour le quatrième bombardement de la plantation de Vila-Stanmore située sur l'île de Kolombangara, au centre des îles Salomon. Le 26 mars, le destroyer quitte Espiritu Santo pour escorter le USS Kanawha (AO-1), le USS Aloe (YN-1) et six transports côtiers vers Guadalcanal. Les navires atteignent Tulagi le 29 et, tandis que le Kanawha décharge les marchandises, le Taylor reprend les opérations en mer avec les croiseurs d'Ainsworth.
Dans les nuits du 4, 5 et 6 avril, il les rejoint dans des opérations de balayage du "The Slot" avant de recevoir l'ordre de retourner à Tulagi le 7 pour récupérer le Kanawha. Alors que le destroyer était sur le point d'entrer dans Tulagi, un puissant raid aérien japonais a annulé sa mission en bombardant sévèrement le Kanawha avant que le vieux pétrolier ne puisse quitter complètement le port. Le Kanawha étant hors service, le Taylor a atteint 30 nœuds (55 km/h) et a quitté la zone par le canal Sealark. Pendant son passage dans le canal, le navire de guerre a détruit trois avions ennemis et en a touché deux autres.
Pendant une grande partie du mois, le Taylor a escorté des convois dans les îles Salomon et entre ces îles et Espiritu Santo. Le 20 avril, il a rejoint la TF 18. Après une brève révision de l'annexe, le destroyer a accompagné les croiseurs dans le "Slot" à deux reprises pendant les 10 jours entre le 4 et le 14 mai pour couvrir les opérations minières dans le golfe de Vella. Au cours de la deuxième opération, menée entre le 11 et le 14, il a bombardé, avec les autres navires de guerre, les installations ennemies de Vila, du port de Bairoko et du bras de mer d'Enogai.

#### Mai - juillet 1943
Entre la fin mai et le début juillet, le Taylor a effectué des missions d'escorte. Le 25 mai, il a dégagé Espiritu Santo avec le USS Munargo (AP-20), a escorté le transport jusqu'au 180e méridien, et est revenu à Espiritu Santo le 30. Au cours de sa mission suivante - escorter un convoi de transport de troupes vers Guadalcanal et retour - il défendit ses charges contre les avions japonais qui sautèrent l'unité opérationnelle le 10 juin au sud de San Cristobal. Après des réparations à Espiritu Santo, il a servi dans l'écran anti-sous-marin du porte-avions d'escorte USS Sangamon (ACV-26) jusqu'au 6 juillet, date à laquelle il s'est dirigé vers Tulagi pour se présenter au service de la Task Force 31 (TF 31).
Pendant les quatre mois suivants, le Taylor a soutenu les invasions du centre des îles Salomon. En juillet, il a soutenu les débarquements en Nouvelle-Géorgie. Les 11 et 12, le destroyer a couvert le débarquement de troupes et de fournitures à Rice Anchorage, dans le golfe de Kula, ainsi que l'évacuation des blessés. Dans la matinée du 12, il a attaqué et endommagé un sous-marin japonais de type Ro, mais n'a pu affirmer qu'il avait été coulé. Cet après-midi-là, le Taylor est temporairement détaché de la TF 31 et affecté à la TF 18. Elle se dirige vers le "Slot" avec les croiseurs d'Ainsworth - les mêmes que ceux avec lesquels il avait déjà servi, sauf que le croiseur léger HMNZS Leander de la Royal New Zealand Navy remplace le Helena après que ce dernier ait été perdu dans la bataille du golfe de Kula - pour intercepter une force de surface japonaise. Ce soir-là, les deux forces sont entrées en collision. Le Taylor et les autres destroyers ont lancé des torpilles, puis ont rejoint le reste de la TF 18 pour engager l'ennemi avec leurs canons. Il se pourrait bien que ce soit l'un des " poissons " du Taylor qui ait percuté la coque du croiseur japonais Jintsū, juste derrière sa pile numéro 2, et l'ait déchiré en deux. Il est impossible d'en être sûr, mais l'effet cumulé des torpilles du destroyer et des tirs de toute la force opérationnelle a coûté à l'ennemi son navire-amiral et son commandant, le contre-amiral Shunji Izaki.
Après la bataille de Kolombangara, le Taylor est retourné à la TF 31 et a repris le soutien des opérations amphibies dans le centre des îles Salomon. Dans la nuit du 15 au 16 juillet, le destroyer a emmené les survivants du Helena sur l'île de Vella Lavella où ils avaient trouvé refuge après le naufrage de leur navire. Presque une semaine plus tard, dans la nuit du 23 au 24 juillet, le destroyer a soutenu les débarquements à Enogai Inlet et a participé à un autre bombardement du port de Bairoko. Le lendemain matin, sa batterie principale s'est jointe à un bombardement des positions japonaises autour de la région de Munda en Nouvelle-Géorgie.

#### Août - Septembre 1943
Le 30 juillet, le Taylor quitte Guadalcanal en compagnie d'un convoi de transport de troupes à destination de la Nouvelle-Calédonie. Il est détaché en route vers Nouméa et reçoit l'ordre de rejoindre la TF 37 à Efate. Le 11 août, le Nicholas, le USS O'Bannon (DD-450), le USS Chevalier (DD-451) et le Taylor reçoivent l'ordre de retourner à Guadalcanal et de rejoindre la TF 31 pour la phase Vella Lavella de l'opération du centre des îles Salomon. Il a d'abord couvert les débarquements le 15 août. Deux jours plus tard, les quatre mêmes destroyers ont reçu l'ordre de quitter le mouillage de la baie de Purvis pour intercepter une force de barges chargées de troupes et couvertes par quatre destroyers. Au cours de l'action qui s'ensuit au large de Horaniu, une mêlée folle de torpilles et de coups de feu, aucun des deux camps ne perd de destroyer, mais les Japonais subissent quelques dommages lorsque des obus américains mettent le feu au Hamakaze. Plus tard, après que les destroyers ennemis eurent réussi à s'échapper, les Américains ont porté leur attention sur les barges et les bateaux de combat éparpillés, coulant deux chasseurs de sous-marins (Cha-5 et Cha-12), un nombre égal de torpilleurs et une barge avant de se retirer. Quarante-huit heures plus tard, les quatre destroyers américains sont retournés une fois de plus dans la zone située au nord-ouest de Vella Lavella pour rechercher le trafic de barges ennemies. Ils n'ont rien rencontré d'autre que des avions ennemis et ont esquivé des bombardements lourds pendant toute la soirée. Au cours des neuf jours suivants, le Taylor et ses compagnons de division ont fait huit autres voyages le long du "Slot" - dont l'un pour couvrir les opérations minières au large de la côte ouest de Kolombangara - mais ils n'ont vu que peu ou pas d'action.
Le Taylor a quitté Guadalcanal et les îles Salomon le 28 août pour escorter le Amphibious cargo ship (ou cargo amphibie) USS Titania (AKA-13) jusqu'à Nouméa. Puis, après une période de réparation, de repos et de détente de dix jours à Sydney, en Australie, le destroyer a escorté un convoi de transport de troupes de Nouméa à Guadalcanal. Il est retourné dans la région de Tulagi-baie de Purvis le 30 septembre et a repris son soutien à la conquête de Vella Lavella. À ce moment-là, les Japonais avaient déjà commencé à évacuer Kolombangara, qui était contourné, et allaient bientôt prendre la décision de faire de même à Vella Lavella. Ainsi, le Taylor et d'autres destroyers ont continué leurs incursions nocturnes dans le "Slot" pour interdire le trafic des barges.

#### Vella Lavella, octobre 1943
Dans la nuit du 2 octobre, le Taylor, le USS Terry (DD-513) et le USS Ralph Talbot (DD-390) ont engagé des barges ennemies et une force de surface dans les eaux entre île Choiseul et Kolombangara. Quatre nuits plus tard a lieu la grande action des évacuations de Vella Lavella et Kolombangara, la bataille de Vella Lavella. Alors qu'ils escortaient un convoi au sud de la Nouvelle-Géorgie, le Taylor, le Ralph Talbot et le USS La Valette (DD-448) reçurent l'ordre de rejoindre le O'Bannon, le Chevalier et le Selfridge déjà engagés dans une bataille acharnée avec neuf destroyers japonais couvrant le groupe d'évacuation de Vella Lavella. Au cours de la bataille qui s'ensuit, les forces américaines et japonaises échangent des salves de torpilles et des coups de feu, et échangent le destroyer Chevalier contre le Yūgumo. Au cours de la bataille, le Selfridge a également reçu une torpille et le O'Bannon a heurté la poupe du Chevalier, mais aucun n'a été perdu. Le Taylor se rendit à côté du Selfridge dans les derniers moments de la bataille et évacua la plupart de son équipage tandis qu'un équipage squelettique commença sa tentative réussie de sauver le destroyer endommagé. Il a ensuite protégé les deux désemparés pendant qu'ils redescendaient en boitant le long du "Slot" vers la baie de Purvis.
Le 17 octobre, le Taylor a quitté le sud des îles Salomon avec les autres membres de la DesDiv 41. Le Taylor et ses consorts ont escorté un convoi de transport de troupes jusqu'à Efate, où ils se sont présentés au service de la Task Force 37 (TF 37). Entre le 23 et le 26 octobre, il a fait un voyage aller-retour entre Efate et Nouméa, escortant le navire de ravitaillement de combat USS Lassen (AE-3) à Nouméa et le navire de ravitaillement de combat USS Aldebaran (AF-10) à Efate.

#### Novembre - Décembre 1943
Le 31 octobre, le Taylor et sa division sont réaffectés à la Central Pacific Force en vue de la première étape de la poussée de la Marine dans le Pacifique central, la prise et l'occupation des îles Gilbert. Pour cette opération, il a été affecté à l'écran du Task Group 50.1 (groupe opérationnel 50.1 - TG 50.1), construit autour des porte-avions USS Lexington (CV-16), USS Yorktown (CV-10) et USS Cowpens (CVL-25). Il a servi d'écran au TG 50.1 lors des raids sur l'atoll de Jaluit et Mili dans les Îles Marshall menés pendant la première moitié de novembre en préparation de l'assaut des Gilbert. Pendant les débarquements et les occupations, il a protégé ses charges des avions et des sous-marins ennemis pendant que leurs avions décollaient pour aider ceux des porte-avions d'escorte à maintenir la suprématie aérienne sur les îles. Après l'opération des îles Gilbert, il a navigué avec les porte-avions lors des raids sur les îles Marshall. Vers la fin de ces incursions, il a fait équipe avec le La Vallette et le croiseur USS San Francisco (CA-38) pour pulvériser deux des quatre Nakajima B5N "Kates" ennemis qui ont attaqué le groupe opérationnel juste après midi le 4 décembre.

#### Février - Mai 1944
Après ces raids, le Taylor a reçu l'ordre de retourner aux États-Unis pour effectuer d'importants travaux de réparation, arrivant à San Francisco le 16 décembre. Les réparations terminées, il prend la mer le 1er février 1944 et retourne dans le Pacifique occidental via Pearl Harbor. Il atteint Kwajalein dans les Marshall le 18 février. Le Taylor escorte un convoi jusqu'à l'atoll d'Eniwetok où il rejoint l'écran de protection des porte-avions USS Coral Sea (CVE-57) et USS Corregidor (CVE-58) le 29 février. L'unité opérationnelle quitte Eniwetok le 29 février et se dirige vers Pearl Harbor, où elle arrive le 3 mars. Après 12 jours d'opérations d'entraînement et de réparations, le destroyer quitte Pearl Harbor pour la protection des porte-avions USS Sangamon (CVE-26), USS Suwannee (CVE-27), USS Chenango (CVE-28), et USS Santee (CVE-29), et arrive dans la baie de Purvis près de Guadalcanal le 27. Il y est resté jusqu'au 5 avril, date à laquelle il est parti pour la baie de Milne, en Nouvelle-Guinée, pour un service temporaire avec la 7e flotte.
Le navire de guerre atteint la baie de Milne le 7 avril et, le jour suivant, se dirige vers le Cap Sudest, où il devient une unité de la task Force 77 (TF 77) pour l'assaut amphibie de la baie de Humboldt. Pendant l'assaut, il a assuré la protection des porte-avions et a agi comme directeur de chasse jusqu'au 24 avril, date à laquelle il est parti escorter un convoi jusqu'au Cap Sudest. De là, il s'est rendu dans la baie de Morobe, où il a passé le reste du mois en disponibilité aux côtés du navire ravitailleur USS Dobbin (AD-3). Au cours de la première semaine de mai, le Taylor a escorté un convoi du cap Cretin à la zone d'invasion de Hollandia et a agi une fois de plus comme navire directeur de chasse. Il est retourné au cap Cretin le 7 mai et est reparti deux jours plus tard pour escorter un convoi de bâtiment de débarquement de chars (Landing Ship Tank - LST) vers le sous-groupe des îles Russell dans les Salomons. Le 13 mai, le destroyer fait son rapport à la 3e flotte dans les îles Salomon, dépose le convoi et repart à nouveau pour protéger un autre convoi vers la Nouvelle-Calédonie.

#### Mai - août 1944
Le 24 mai, il quitta Nouméa en compagnie de la DesDiv 41 pour retourner aux îles Salomon et arriva à sa nouvelle base d'opérations, Blanche Harbor, le 27 mai. Le Taylor opère à partir de ce port dans le nord des îles Salomon et dans la région de l'archipel Bismarck jusqu'au début du mois d'août. Dans la nuit du 28 au 29 mai, il a patrouillé au large de Medina Plantation, en Nouvelle-Irlande, pendant que ses navires-jumeaux (sister ship) bombardaient la zone pour neutraliser les canons côtiers mobiles. Du 1er au 6 juin, il a opéré avec la DesDiv 41 pour des opérations anti-sous-marines. Pendant la semaine du 7 au 14 juin, le Taylor et les autres navires de la DesDiv 41 ont rejoint le TG 30.4 pour des opérations anti-sous-marines de chasse et de destruction. Le 10 juin, il a chargé en profondeur un sous-marin ennemi, l'a forcé à remonter à la surface et l'a lourdement endommagé par des tirs de 5 pouces et de 40 mm. Le sous-marin s'est immergé de nouveau, et le Taylor a effectué deux autres tirs de grenades sous-marines et a probablement coulé le sous-marin. Il est retourné à Blanche Harbor le 15 et a opéré dans ce secteur jusqu'à la première semaine d'août.
Le 5 août, le Taylor passe du commandement opérationnel de la 3e flotte à celui de la 7e flotte. Il a commencé son service avec cette flotte par un bombardement d'entraînement de la région d'Aitape en Nouvelle-Guinée à la fin du mois d'août et un débarquement d'entraînement dans la baie de Moffin le 6 septembre. Ces deux opérations étaient destinées à préparer les débarquements effectués sur l'île de Morotai, dans les Indes orientales néerlandaises, le 15 septembre. Pendant le reste du mois, le destroyer a agi comme navire directeur de chasseurs et comme unité de protection anti-sous-marin et anti-aérien de la force d'invasion. Le destroyer a également escorté des convois vers la zone de débarquement jusqu'à la mi-octobre.

#### Octobre - Décembre 1944
Entre le 18 et le 24 octobre, le Taylor était une unité de l'écran de protection pour le deuxième échelon de renfort pour l'invasion de Leyte. Lors d'un assaut aérien japonais le 24, le destroyer a posé un écran de fumée pour protéger le convoi. Cette nuit-là, alors que s'ouvrait la bataille du détroit de Surigao, le Taylor et les autres destroyers de sa division étaient ancrés près de l'entrée de la baie de San Pedro. Bien qu'il n'ait pas participé à l'engagement en surface, le Taylor a rejoint la force de soutien le matin suivant. Ensuite, il a patrouillé les environs de l'île Dinagat avec une unité connue sous le nom de "torpedo attack force". Les 27 et 28 octobre, le navire de guerre a surveillé le TG 77.4, le groupe de porte-avions d'escorte. Au cours de cette mission, il a sauvé un pilote de chasse abattu du USS Enterprise (CV-6) et un marin du USS Petrof Bay (CVE-80). Il a souvent aidé à repousser les attaques aériennes japonaises.
Le 29 octobre, il rejoint le TG 77.2 et quitte la zone du golfe de Leyte. Après des visites à Seeadler Harbor, à l'atoll d'Ulithi et à Kossol Roads, il est retourné dans le golfe de Leyte le 16 novembre. Du 16 au 29 novembre, le destroyer a continué à protéger le TG 77.2 et à patrouiller l'entrée est du détroit de Surigao. Une fois de plus, il s'est joint à ses navires-jumeaux pour repousser les raids aériens ennemis, dont le point culminant a été une importante attaque d'avions suicide kamikazes et de bombardiers en piqué le 29. Le Taylor a été touché et assisté à deux reprises lors de ces raids. Le Taylor a ensuite dégagé le golfe de Leyte pendant presque un mois à Seeadler Harbor avant de retourner à Leyte le 28 décembre pour préparer l'invasion de Luçon.

#### Janvier - juin 1945
Le Taylor quitte le golfe de Leyte le 4 janvier 1945 dans la protection des croiseurs de la force de couverture. Le lendemain, le destroyer aperçoit deux torpilles se dirigeant vers sa formation. Après avoir donné l'alerte aux sous-marins, le Taylor a lancé une attaque aux grenades sous-marines contre le sous-marin de poche ennemi. Après ces attaques, il a éperonné le petit sous-marin et l'a envoyé dans son dernier plongeon. Pendant l'approche des Alliés vers le golfe de Lingayen et dans les jours qui ont suivi le débarquement, les Japonais ont soumis le Taylor et ses navires-jumeaux à une série de raids aériens intensifs. Les canonniers antiaériens du Taylor ont aidé à détruire au moins deux des attaquants. Jusqu'à la fin de janvier, le navire de guerre a protégé les croiseurs et les porte-avions d'escorte en patrouille à l'ouest de Luçon.
Du début février à la mi-juin 1945, le Taylor a opéré à partir de Subic Bay, aux Philippines. Entre le 13 et le 18 février, il a participé à un bombardement intensif de Corregidor et de la région de la baie de Mariveles, à Luçon, afin d'appuyer les opérations de dragage de mines et de préparer la voie à un assaut des troupes aéroportées. Au début du mois de mars, il a participé à la reprise de Zamboanga, sur l'île de Mindanao, au cours de laquelle les canons du destroyer ont contribué à réduire les installations côtières ennemies. Il a également couvert les dragueurs de mines pendant qu'ils nettoyaient la voie pour la force d'invasion. Le 15 mars, le Taylor est retourné à Corregidor, où il a bombardé des grottes sur les falaises occidentales de l'île. Le 26 mars, le navire a participé à l'assaut amphibie sur l'île de Cebu, où il a rejoint les croiseurs légers USS Boise (CL-47) et USS Phoenix (CL-46) et les destroyers USS Fletcher (DD-445), le Nicholas, USS Jenkins (DD-447) et USS Abbot (DD-629) pour effectuer un bombardement intensif avant l'atterrissage.
Après une courte visite touristique de deux jours à Manille, le Taylor a quitté les Philippines avec le Boise, le Phoenix, deux navires de guerre australiens et quatre autres destroyers américains pour appuyer les débarquements amphibies dans le nord-est de Bornéo. En route, il a capturé cinq Japonais qui tentaient de s'échapper de Tawi-Tawi sur un radeau. Le 27 avril, le Taylor et ses navires-jumeaux ont atteint les environs de l'invasion (bataille de Tarakan) - Tarakan, une petite île située juste au large de la côte est de Bornéo et au nord du détroit de Makassar. Il a opéré dans cette zone jusqu'au 3 mai et a effectué un bombardement de pré-invasion et un tir d'appel. Le 3 mai, deux jours après les débarquements réels, il a quitté Tarakan pour reprendre du service aux Philippines, où il a mené des opérations d'entraînement pendant le reste du mois.

#### Juin - Novembre 1945
À la mi-juin, le Taylor rejoint la 3e flotte au golfe de Leyte et, pendant le reste de la guerre, il protège diverses unités de cette flotte. Au cours de la dernière partie du mois, il a protégé les porte-avions opérant au sud d'Okinawa qui ont effectué des frappes aériennes sur Sakishima Gunto. Le 25 juin, il est retourné au golfe deLeyte et y est resté jusqu'au 8 juillet, date à laquelle il est parti dans la protection du TG 30.8, le groupe logistique pour les porte-avions rapides de la TF 38. Le destroyer opère avec le TG 30.8 au large de Honshū jusqu'au 3 août, date à laquelle il rejoint la protection de l'un des groupes de travail de porte-avions rapides, le TG 38.4. Le 8 août, il reprend du service avec le groupe logistique pendant cinq jours. Le 13, le Taylor rejoint le TG 38.4 juste à temps pour prendre part aux dernières actions offensives dirigées contre le Japon.
Après la cessation des hostilités le 15 août, il patrouille au large de Honshū avec les porte-avions rapides. L'amiral William Halsey, commandant de la 3e flotte, ordonna que les destroyers du DesRon 21 soient présents dans la baie de Tokyo pour la reddition du Japon " en raison de leur valeureux combat sur la longue route du Pacifique Sud jusqu'à la toute fin. " Le 23 août, le Taylor et ses vieux navires-jumeaux Nichola et O'Bannon formèrent la protection du cuirassé USS Missouri (BB-63), et en tant que tel, il fut l'un des premiers navires de guerre américains à entrer dans la baie de Tokyo, arrivant le 29 août. Le destroyer était présent lors de la cérémonie de capitulation organisée à bord du Missouri le 2 septembre et a transporté les correspondants de guerre alliés vers et depuis la cérémonie. Il a opéré en Extrême-Orient lorsqu'il a quitté la baie de Tokyo. Le 7 octobre, il a accosté à Okinawa et a pris en charge des troupes qui rentraient aux États-Unis. Le 18 octobre, le Taylor a déposé ses passagers à Portland dans l'Oregon et est arrivé à San Francisco le 1er novembre et a commencé les préparatifs pour son inactivation. Le 31 mai 1946, le destroyer est désaffecté et placé en réserve à San Diego.

### 1951 - 1953
Après quatre ans d'inactivité, le Taylor a déménagé au chantier naval de San Francisco (San Francisco Naval Shipyard) le 9 mai 1950 et, trois jours plus tard, il a commencé une importante conversion en destroyer d'escorte. Pendant qu'il termine sa transformation, il est officiellement rebaptisé DDE-468 le 2 janvier 1951. Le 3 décembre 1951, le Taylor est remis en service à San Francisco, sous le commandement du commandant Sheldon H. Kinney. Le 3 février 1952, il a pris la mer pour une période d'essai de deux mois au large de San Diego. Le 24 mars, le destroyer d'escorte fait route vers l'ouest, vers son nouveau port d'attache, Pearl Harbor, où il arrive le 30 mars. Après deux mois dans les îles Hawaï, le Taylor a entrepris de retourner dans le Pacifique occidental pour la première fois depuis la Seconde Guerre mondiale. Il s'est arrêté à l'atoll de Midway et à Yokosuka, au Japon, avant de rejoindre la TF 77 le 16 juin pour protéger les porte-avions pendant les opérations aériennes au large de la Corée.
Pendant les cinq mois qu'il a passés en Extrême-Orient, le Taylor a reçu plusieurs affectations différentes. Au début, il a opéré avec les porte-avions rapides et a effectué des bombardements de positions ennemies le long des côtes de la Corée. Au cours de la deuxième semaine de juillet, il est retourné à Yokosuka pour son entretien, puis a repris la mer pour des exercices comprenant plusieurs semaines d'opérations de chasse et de destruction. Le 1er août, le destroyer d'escorte a rejoint la TF 77 et, en septembre, il a assuré la surveillance du blocus au large de Wonsan pendant trois semaines. Son service de blocus à Wonsan était loin d'être passif car, à de nombreuses occasions, il a été appelé à bombarder les batteries côtières et les lignes de transport de l'ennemi et à protéger les dragueurs de mines pendant les balayages quotidiens du port. À la fin du même mois, le Taylor s'est dirigé vers le sud pour une mission de patrouille dans le détroit de Taïwan, au cours de laquelle il a fait une escale de fin de semaine à Hong Kong. À la fin d'octobre, le destroyer d'escorte est retourné au nord, sur la côte ouest de la Corée, où il a patrouillé avec deux navires de guerre britanniques, le porte-avions HMS Glory (R62) et le croiseur HMS Birmingham (C19). Le 21 novembre, le Taylor est retourné à Yokosuka, complétant ainsi la première étape de son voyage de retour.
Après avoir effectué des patrouilles dans le Pacifique occidental en route vers Hawaï, le Taylor entre à Pearl Harbor le 8 décembre. Après un mois de congé et d'entretien, il est entré au chantier naval de Pearl Harbor (Pearl Harbor Naval Shipyard) pour un mois de réparations. Pendant les trois mois suivants, il a effectué des exercices d'entraînement dans les îles Hawaï afin d'intégrer ses remplaçants au reste de l'équipage. Le 2 mai 1953, le navire de guerre quitte Pearl Harbor pour se déployer à nouveau dans le Pacifique occidental. Il atteint Yokosuka le 12 mai et, après avoir visité ce port et Sasebo, prend la mer pour rejoindre un groupe opérationnel de porte-avions constitué du USS Bairoko (CVE-115) et du HMS Ocean (R68) au large de la côte ouest de la Corée. La plupart du temps, il a protégé les porte-avions pendant les opérations aériennes; cependant, à deux occasions, il a patrouillé près du littoral occupé par l'ennemi pour décourager les Nord-Coréens de tenter de prendre les îles au large détenues par les forces des Nations unies. Il est retourné à Sasebo le 1er juin pour 11 jours d'entretien avant de se diriger vers Okinawa et deux semaines d'entraînement à la guerre anti-sous-marine. Le 25 juin, le Taylor est retourné au Japon à Yokosuka, mais il est reparti presque immédiatement pour participer à la patrouille du détroit de Taïwan. Au cours de cette mission, il s'est rendu une fois de plus à Hong Kong ainsi qu'à Kaohsiung, où il a formé des marins de la Marine de la république de Chine (Marine taïwanaise). Le destroyer d'escorte est revenu à Yokosuka le 20 juillet et, après deux jours de réparations de voyage, il a quitté l'Extrême-Orient. Il est arrivé à Pearl Harbor le 31 juillet et, le jour suivant, est entré dans le chantier naval pour une révision de trois mois.
Le retour du Taylor à Pearl Harbor coïncide de très près avec la fin officielle des hostilités en Corée. L'armistice est intervenu le 27 juillet 1953, alors que le Taylor venait de passer le milieu de son voyage, à cinq jours de Yokosuka et à quatre jours de Pearl Harbor. Bien que le navire ait participé à quelques combats lors de ses deux déploiements en Corée, ceux-ci se sont déroulés pendant les deux dernières années du conflit, relativement calmes. Ses déploiements ultérieurs, bien qu'ils aient inclus des missions au large de la Corée et des patrouilles dans le détroit de Taïwan, ont été entièrement pacifiques jusqu'à l'expansion du rôle américain dans la guerre civile vietnamienne en 1965.

### 1954 - 1962
Au cours des cinq années entre le 1er mars 1954 et le 1er mars 1959, le Taylor a effectué cinq autres déploiements dans le Pacifique occidental. Au cours de chacun d'eux, il a effectué des exercices d'entraînement et des visites de bonne volonté dans des ports d'Extrême-Orient. Lorsqu'il n'était pas en Orient, il menait des opérations normales à partir de Pearl Harbor. Au cours de son sixième déploiement après la guerre de Corée, en 1959 et 1960, il s'est rendu en Australie pour la célébration commémorant la victoire de la bataille de la mer de Corail en mai 1942. À son retour à Pearl Harbor le 26 mai 1960, le destroyer d'escorte a repris ses activités normales jusqu'en décembre, date à laquelle il est entré au chantier naval de Pearl Harbor pour une révision majeure avant de se déployer à nouveau dans le Pacifique occidental en août 1961. Au lieu de son déploiement annuel dans le Pacifique occidental, le Taylor a passé le printemps et l'été 1962 dans le milieu du Pacifique comme l'une des unités de soutien de l'opération Dominic, des essais nucléaires effectués dans la haute atmosphère. En octobre, il est retourné à Hawaï pour entamer une période de réparation qui l'a mené jusqu'à la fin de 1962. Au cours de cette année, il est revenu à la classification de destroyer et a été rebaptisé DD-468 le 7 août 1962.

### 1962 - 1965
Les opérations locales dans les îles Hawaï occupent le reste de l'année 1962 et les six premiers mois de 1963. Le 4 juin 1963, le destroyer quitte Pearl Harbor avec un groupe de chasseurs/tueurs de sous-marins à destination de la 7e flotte. Au cours de ce déploiement en Extrême-Orient, le Taylor fait escale à Kobe, au Japon, à Hong Kong, à Okinawa et à Kushiro, ainsi que dans les ports de base de Yokosuka, Sasebo et Subic Bay. L'escale à Kushiro - un port de pêche sur Hokkaidō, la plus septentrionale des îles japonaises - a constitué la contribution du Taylor au "programme People to People" et a permis de développer une meilleure compréhension entre les peuples des États-Unis et du Japon. En outre, le navire de guerre a participé à de nombreux exercices d'entraînement unilatéraux et bilatéraux pendant le reste de la croisière qui s'est terminée à Pearl Harbor le 29 novembre. Le Taylor a opéré localement à Hawaï jusqu'en avril 1964, date à laquelle il est entré en cale sèche pour une révision de trois mois. En juillet, il a repris ses opérations dans les eaux hawaïennes.
Ces opérations se sont poursuivies pendant la majeure partie de l'automne 1964. Le 23 novembre, le destroyer a quitté Pearl Harbor en compagnie du porte-avions USS Yorktown (CVS-10) et du destroyer USS Thomason (DD-746) pour retourner en Orient. L'unité opérationnelle a navigué via l'atoll de Midway et, le 3 décembre, a fait escale à Yokosuka, au Japon. Quatre jours plus tard, il a pris la mer pour deux semaines d'exercices combinés de lutte antiaérienne et anti-sous-marine avec le USS Hancock (CVA-19) et le USS Strauss (DDG-16) près d'Okinawa. Le 19 décembre, le navire de guerre est retourné au Japon, à Sasebo, où il est resté pendant les vacances et le Nouvel An.
Le 4 janvier 1965, le Taylor a quitté Sasebo et a rejoint le Yorktown et le Thomason pour un voyage à Hong Kong. Les trois navires sont restés dans la colonie de la Couronne britannique pendant cinq jours avant de quitter le port pour une série d'opérations spéciales menées dans la mer des Philippines. À la fin de cette mission, il a fait escale dans la baie de Subic le 24 février. Après quatre jours aux Philippines, le Taylor est retourné à Sasebo, où il est arrivé le 3 mars. Deux semaines plus tard exactement, le destroyer a fait route vers la partie occidentale de la mer de Chine méridionale. Il est arrivé au large des côtes du Vietnam le 21 mars et y a patrouillé pendant les cinq semaines suivantes. Le 27 avril, le Taylor est retourné à Yokosuka pour une brève escale, du 3 au 6 mai, avant de retourner à Hawaï. Le destroyer est rentré à Pearl Harbor le 13 et a mené des opérations locales dans les eaux hawaïennes. Le 6 décembre, le Taylor est entré en cale sèche pour une nouvelle révision.

### 1965 - 1967
Le destroyer a quitté le quai à la mi-janvier 1965 et a quitté Pearl Harbor le 7 février. Avec les autres navires de la DesDiv 111, il a mis le cap sur le Pacifique occidental. Le navire de guerre a atteint Yokosuka 10 jours plus tard et a passé huit jours à subir des réparations de voyage. Le 25 février, il a quitté Yokosuka pour rejoindre le groupe opérationnel 70.4 (Task Group 70.4 - TG 70.4) au large des côtes du Vietnam le jour suivant. Il a patrouillé les eaux vietnamiennes jusqu'aux Ides de mars, puis s'est dirigé vers le nord pour patrouiller le détroit de Taïwan. Pendant son séjour dans la région de Taïwan, il a visité Kaohsiung. La relève est arrivée le 12 avril, et le Taylor a fait route vers Hong Kong pour une escale de cinq jours. Le 21, il est retourné à Yankee Station pour reprendre ses opérations de soutien aux forces américaines et sud-vietnamiennes à terre. Entre autres tâches, il a mis sa batterie principale à contribution contre l'ennemi et a fourni un appui de tir naval entre le 28 avril et le 1er mai. Il a effectué des travaux d'entretien à Sasebo en mai et des exercices de lutte anti-sous-marine du 26 mai au 10 juin avant de reprendre ses patrouilles dans le détroit de Taïwan le 11 juin (au cours de l'opération Sand Pan, il a commencé à s'amarrer à Da Nang, puis s'est rapidement éloigné et on lui a demandé d'effectuer des tirs de canon sur la co-munition, l'objectif ayant été atteint une fois, puis il a fait route vers le nord pour d'autres missions de Sand Pan). Il quitta de nouveau la zone le 5 juillet, rejoignit le TG 70.4 le 7 juillet et fit escale à Yokosuka le jour suivant. Après une semaine de préparatifs, le navire de guerre a quitté Yokosuka pour retourner à Pearl Harbor, où il est arrivé le 22 juillet.
Le 2 août 1965, le Taylor a entamé une période de disponibilité à côté du navire ravitailleur USS Prairie (AD-15)) qui a duré jusqu'à la fin du mois. Après une courte croisière d'entraînement au tir, le Taylor a commencé une période de disponibilité restreinte qui a duré jusqu'à la fin novembre. Au cours des deux premières semaines de décembre, le destroyer a fait un voyage aller-retour à Pago Pago dans les Samoa américaines. Il est retourné à Pearl Harbor le 16 décembre pour des congés et des travaux d'entretien. Au cours des trois premiers mois de 1967, le navire a mené des opérations locales autour de Hawaï, effectué des réparations et s'est préparé à retourner en Extrême-Orient à la fin du printemps.
Après une inspection de l'état de préparation opérationnelle à la mi-avril, il quitte Pearl Harbor le 18 avril pour rejoindre la 7e flotte en Orient. Le 25 avril, il passe du contrôle opérationnel de la 1re flotte à celui de la 7e flotte et, trois jours plus tard, il entre à Yokosuka. Pendant la première moitié du mois de juin, le destroyer a participé à des exercices avec des unités de la Force maritime d'autodéfense du Japon et des navires de la Marine de la république de Corée. Après deux jours au port de Sasebo, il a appareillé le 19 juin pour sa première période d'affectation à Yankee Station. Entre le 22 mai et le 25 juin, il a sillonné les eaux du golfe du Tonkin, assurant la protection du porte-avions USS Hornet (CV-12) et le tir d'appui des forces alliées opérant à terre. Le 27 juin, le Taylor fait escale à Subic Bay. Après une mise à disposition à Subic Bay et une visite à Manille, il a pris la mer le 10 juillet pour participer à l'exercice "Sea Dog" de l'Organisation du traité de l'Asie du Sud-Est (OTASE ou pacte de Manille ; « Southeast Asia Treaty Organization » ou « SEATO » en anglais). Entre le 26 et le 28, il a visité Bang Saen dans le golfe de Thaïlande. Après trois jours supplémentaires à Yankee Station, du 28 juillet au 1er août, le destroyer fait route vers Taïwan. Il a atteint Kaohsiung le 3 août et y est resté jusqu'au 15 août, date à laquelle il est retourné sur la côte du Vietnam, station Yankee opération Sand Pan. Du 19 août au 11 septembre, il a navigué le long de la côte vietnamienne en fournissant un appui de tir naval aux forces opérant à terre. Il a quitté la côte indochinoise le 12 et, après une escale de cinq jours à Hong Kong et un autre tour de service dans le golfe du Tonkin, il est revenu à Yokosuka le 11 octobre. Cinq jours plus tard, il a mis le cap sur Hawaï.

### 1968 - 1969
Le Taylor est arrivé à Pearl Harbor le 23 octobre, et le destroyer a commencé sa révision régulière le 11 décembre. Les réparations et les modifications ont occupé son temps pendant les trois premiers mois de 1968. Le navire de guerre a terminé sa révision le 22 mars et a effectué des essais en mer au cours de la première semaine d'avril. Par la suite, des problèmes d'ingénierie ont forcé le report d'autres opérations jusqu'à la fin du mois. C'est à ce moment-là qu'il a commencé à se préparer pour un entraînement de remise à niveau. Le navire de guerre a effectué des exercices de recyclage en mai et en juin, puis a fait route vers San Diego, en Californie, le 27 juin. Il a effectué des opérations, principalement des exercices de tir à l'île San Clemente, du 3 au 11 juillet. À cette dernière date, il est retourné à Hawaï. En route, le Taylor a effectué des exercices de bombardement à l'île de Kahoolawe, puis est entré à Pearl Harbor le 17. Trois semaines plus tard, le destroyer a quitté Pearl Harbor le 5 août et a mis le cap sur le golfe du Tonkin.
Après des arrêts de ravitaillement à Midway, Guam et Subic Bay, il est arrivé à son poste au large du Vietnam le 21 août. Le Taylor a assuré la garde aérienne du porte-avions USS Intrepid (CVS-11) pendant une journée, puis il a fait route avec le porte-avions et les destroyers USS Maddox (DD-731) et USS Preston (DD-795) vers Sasebo. Il est retourné dans le golfe du Tonkin le 5 septembre et a effectué des exercices de surveillance aérienne et de surface ainsi que de lutte anti-sous-marine, en plus de la surveillance des porte-avions. Le 19 septembre, le destroyer s'est rapproché de la côte pour fournir des tirs de canon naval en appui aux troupes à terre. Cette tâche s'est poursuivie jusqu'au 6 octobre, date à laquelle il a quitté la zone de combat pour retourner à Subic Bay afin d'y effectuer des réparations et d'y recevoir des fournitures et des munitions. Le 20 octobre, le navire de guerre a repris là où il s'était arrêté et a commencé une semaine de pilonnage de diverses cibles au Vietnam. Cette période a été suivie de visites à Cebu City et à Subic Bay, aux Philippines. À la fin de novembre et au début de décembre, il a repris du service sur la ligne de tir. Le 4 décembre, il a quitté la zone de combat et a traversé le détroit de Luçon pour se rendre à Yokosuka, où il est arrivé le 12 décembre. Il a passé Noël à Yokosuka, mais est retourné à Yankee Station le jour de l'an 1969.
À la mi-janvier, il quitte les eaux vietnamiennes pour la dernière fois. Après des escales à Subic Bay, à l'île Manus, à Melbourne (Australie), à Auckland (Nouvelle-Zélande) et à Pago Pago (Samoa), le navire de guerre est revenu à Pearl Harbor le 28 février. En mai, un comité d'inspection et d'enquête l'a examiné et a déterminé qu'il était inapte au service naval. Au début du mois de juin, le Taylor est transféré à San Diego, en Californie, et est désarmé le 3 juin 1969. Son nom a été rayé de la liste de la Marine (Naval Vessel Register) le 2 juillet 1969.

### Lanciere (D 560)
Il a été transféré à la Marine italienne (Marina Militare) la même année en tant que Lanciere D 560 jusqu'en janvier 1971. Il a ensuite été cannibalisé pour maintenir ses navires-jumeaux (sister ship) toujours en service dans la marine italienne.

## Décorations
Le Taylor a obtenu 15 étoiles de combat (battle stars) pendant la Seconde Guerre mondiale, ce qui le classe parmi les navires américains les plus décorés de la Seconde Guerre mondiale. En outre, il a obtenu deux étoiles de combat pour son service pendant la guerre de Corée et six étoiles de combat pour son service pendant la guerre du Vietnam.

## Source
- (en) Cet article est partiellement ou en totalité issu de l’article de Wikipédia en anglais intitulé « USS Taylor (DD-468) » (voir la liste des auteurs).